# 成島英春
成島 英春（なりしま ひではる、1946年10月24日 - ）は、京都府出身の元騎手・元調教助手・元調教師。

## 経歴

### 騎手時代
洛南高校卒業後の1965年に東京・阿部正太郎厩舎の騎手候補生となり、1970年3月に同厩舎からデビュー。
1年目の1970年は同28日の中山第3競走4歳未勝利・イワキング（11頭中7着）で初騎乗を果たし、同馬に騎乗した4月25日の中山第6競走4歳未勝利で初勝利を挙げる。オークスデーの5月17日の東京ではオークスの前の第9競走5歳以上300万下をクニハヤオーで勝利し、10月からは栗東・日迫清厩舎に移籍。
移籍後には11月の中京で3勝を挙げるなど、1年目の同年は5勝をマークしたが、結局この年が自己最多となった。
3年目の1972年には5月5日の京都第3競走4歳以上100万下では6頭中6番人気のカップレートに騎乗して勝利し、5人気のラッキーカスガが2着に入って枠連万馬券となった。
1972年は中京戦3勝を含む4勝をマークしたが、1974年と1975年は2年連続で1勝に終わり、1975年7月には曽場広作厩舎に移籍している。
1976年には2勝を挙げ、1977年2月13日の中京第1競走4歳以上勝入200万下・ヒメカップスリーが最後の勝利となり、同26日の阪神第4競走4歳新馬・ジュンランサー（11頭中7着）を最後に現役を引退。

### 調教師時代
引退後は曽場厩舎の調教助手となり、1978年からは東京・相川勝敏厩舎に移籍し、1994年に調教師免許を取得。
1995年に開業し、3月5日の中山第12競走4歳以上500万下・ダイワベストで初出走を果たすが、岡部幸雄騎乗で1番人気も4着であった 。4月1日の中山第4競走4歳未勝利にアイネスフウジン産駒アイネスサミーを橋本広喜騎乗で出走させて初勝利 を挙げ、同年9月10日の函館第3競走3歳新馬では陣内孝則の所有馬マイアミプリンスで人気に応えて逃げ切り、所属騎手の成島正規が通算100勝になったと同時に陣内の初勝利となった。同月にはマイアミプリンスを函館3歳ステークス（14頭中10着）に出走させ、陣内と共に重賞初出走 となった。
開業1年目の1995年は7勝をマークし、7勝中5勝は成島正で挙げた。
2年目の1996年には3月23日の中山第10競走韓国騎手招待（2）・ユーワシアターで初の特別勝ちを挙げ、同年も7勝をマークするが、7勝中5勝は夏の北海道シリーズでデビュー2年目の青木芳之騎乗であった。
3年目の1997年にはミスマッキンリーが蛯沢誠治騎乗で新潟3歳ステークス5着に入り、3年連続で7勝をマーク。
1998年には初の2桁勝利となる10勝をマークし、2000年・2002年・2004年には11勝と1年おきに2桁勝利を記録。
2002年にはホッカイドウ競馬から転入してきたフサイチコンコルド産駒リリーキャスケードを小林淳一とのコンビで阪神ジュベナイルフィリーズに出走させ、GI初出走は12番人気8着で関東馬最先着となると、続くフェアリーステークスでは5着に入った。
2004年にはタイキブリザード産駒シルクオーディンが大型馬として話題を集め、614kgで出走した2月1日の東京第6競走3歳新馬では直線外から上がっていって見せ場を作ったが、伸びを欠き7着に敗れた。3月13日の中山第4競走3歳未勝利では前走時から+6kgの馬体増となる622kgで出走し、1998年の中京第7競走に620kgで出走したビッグサプライズのJRA最高体重出走記録を更新したが、結果は6着に終った。
トウカイテイオー産駒コアレスパティオでは2004年2月29日の中山第6競走3歳新馬を勝浦正樹騎乗で内々2番手から直線先団を抜け出し2着に2馬身差付けて勝利すると、新種牡馬フレンチデピュティ産駒でブルードメアサイアーにサクラチヨノオーを持つトーヨーフレンチでは7月25日の新潟第5競走2歳新馬を中舘英二騎乗で道中2番手追走から4コーナーで先頭に並びかけて直線では後続を引き離し快勝。父ジェイドロバリー・母ルイジアナピットのオースミダイケンでは10月16日の東京第2競走2歳未勝利を柴田善臣騎乗で中団追走から直線半ばで先頭立つと、先に抜け出した5番人気マイネルトイフェルを2.1/2馬身差し切り快勝。トーヨークリスでは11月13日の東京第4競走2歳新馬を田中勝春騎乗で好スタートから先頭に立つと、4番人気タケデンビリーブに2.1/2馬身差を付けてそのまま逃げ切った。
2005年にはトーヨーエーピーで9月4日の新潟第5競走2歳新馬を中団追走から直線で馬群の中から脚を伸ばし1番人気フィールドカイザーに2馬身差勝利すると、10月の芙蓉ステークスでは中団追走から直線で先に抜け出した2番人気デンシャミチをアタマ差捕らえてデビュー以来2連勝とし、成島はJRA通算100勝を達成。コアレスパティオでは春の新潟→夏の福島と500万クラスを連勝し、自己最多の13勝をマークするが、結局この年が最後の2桁勝利となった。
2006年には千葉直人が所属騎手としてデビューし、12月2日の中京第1競走3歳以上500万下では成島が管理するオースミダイケンで初勝利を挙げている。コアレスパティオはクイーンステークスで14頭中13番人気ながら後方から追い込んで関東馬最先着の4着に入り、9月30日の中山第2競走2歳未勝利ではコアレスレーサーが好位追走から抜け出して新種牡馬ダイタクリーヴァの産駒初勝利を挙げた。
2009年7月11日の札幌第2競走3歳未勝利ではオンザスローンで騎乗していた丸山元気はJRA初勝利、2010年3月14日の中山第3競走3歳新馬ではポリティカルパワーが吉田豊騎乗で3コーナーから先頭を奪うと直線でも後続を寄せ付けず、2番人気アルバマキシマに2馬身差を付けてカルストンライトオ産駒のJRA初勝利を挙げた。
成島の開業当初は軍国主義の教育を受けた調教師が健在であったため、記者は取材で偏屈な答えが当たり前のように返ってくるなど一筋縄ではいかなかったが、成島はいつも優しい対応で、記者にとって一服の清涼剤になるケースが何度もあった。
一方で、競馬新聞に掲載される新馬戦の推定体重では「小柄で410kgくらい。仕上がり早」とコメントしておきながら、当日のレースでは500kgの大型馬で驚かせ、前走を振り返る時も「どこを使ったっけ?」などというパターンも普通にあった。
ディープインパクトの三冠達成がかかった2005年の菊花賞ウィークには記者に「ディープインパクトってそんなに走るのか?」と聞いて、記者を「先生、ディープを知らんのかいな!」と怒らせたこともあった。
定年となる2017年も記者が音頭を取り、慰労会を夫人も呼んで美浦トレセン近くの焼肉店で開いたが、その時も「このカルビ、うまいなあ」と言いながらハラミを食べていた。
2016年11月26日の東京第4競走障害3歳以上未勝利・トーセンメリッサが最後の勝利となり、最後の重賞出走は同年末の中山大障害・トーセンハナミズキ（11頭中10着）で、共に鞍上は大庭和弥であった。
2017年2月26日の阪神第4競走障害4歳以上未勝利・トーセンスラッガー（13頭中11着）が最後の出走となり、同28日付けで定年により引退。

## 騎手成績
| 通算成績 | 1着 | 2着 | 3着 | 4着以下 | 出走回数 | 勝率 | 連対率 |
| -------- | --- | --- | --- | ------- | -------- | ---- | ------ |
| 計       | 19  | 24  | 35  | 359     | 437      | .043 | .106   |

## 調教師成績
| 通算成績 | 1着 | 2着 | 3着 | 4着以下 | 出走回数 | 勝率 | 連対率 |
| -------- | --- | --- | --- | ------- | -------- | ---- | ------ |
| 平地     | 140 | 182 | 232 | 3201    | 3755     | .037 | .086   |
| 障害     | 7   | 7   | 6   | 125     | 145      | .048 | .097   |
| 計       | 147 | 189 | 238 | 3326    | 3900     | .038 | .086   |

## 主な厩舎所属者
※括弧内は厩舎所属期間と所属中の職分。
- 成島正規（1995年 - 1996年 騎手）
- 千葉直人（2006年 - 2009年 騎手）
- 青木孝文（2004年 - 2005年 厩務員）